# Níkos Papandréou
Níkos Papandréou (grec moderne : Νίκος Παπανδρέου), né le 29 septembre 1956 à Alameda, est un homme politique grec, membre du PASOK.
Depuis le 3 mai 2023, il est député européen, en remplacement de Níkos Androulákis qui conduit le parti aux élections législatives de mai 2023 et  celles de juin 2023.

## Biographie
Níkos Papandréou est le fils de l'ancien Premier ministre de Grèce Andréas Papandréou et de sa deuxième épouse Margaret Chant-Papandréou, et le frère cadet de Giórgos Papandréou.